# Flanders Classics
Flanders Classics (engl. für „Flämische Klassiker“) ist ein belgisches Unternehmen mit Sitz in Vilvoorde, das Profi-Radrennen organisiert und vermarktet.
In der Region Flandern, in der Radsport äußerst populär ist, hält Flanders Classics die Rechte an fast allen dort stattfindenden größeren Radsport-Ereignissen. Dazu gehört vor allem die Flandern-Rundfahrt, die das bei weitem populärste Eintagesrennen Flanderns ist und zu einem der fünf Monumente des Radsports gezählt wird. Neben Straßenradrennen organisiert Flanders Classics auch Cyclocross-Rennen, darunter den Cyclocross-Weltcup.
International ist Flanders Classics nach der französischen ASO und der italienischen RCS, den Organisatoren der Tour de France bzw. des Giro d’Italia, der dritte große Veranstalter von Profi-Radrennen.

## Unternehmen
Gründer von Flanders Classics ist der belgische Unternehmer und frühere Sport-Journalist Wouter Vandenhaute. Zusammen mit seinem Geschäftspartner Erik Watté besitzt er 50 % an dem Unternehmen.
Die anderen 50 % hält der belgisch-niederländische Medienkonzern Mediahuis.
Derzeitiger CEO von Flanders Classics ist der ehemalige Basketballprofi Tomas Van Den Spiegel.

## Geschichte

### Vorgeschichte und Gründung
Das traditionsreiche Eintagesrennen Flandern-Rundfahrt, heute eines der wichtigsten Sportereignisse Flanderns, wurde 1913 von der flämischen Sportzeitung Sportwereld ins Leben gerufen. 1939 übernahm die Tageszeitung Het Nieuwsblad Sportwereld und damit auch die Organisation der Flandern-Rundfahrt.
Im Jahr 2008 verkaufte das Medienhaus Corelio (heute Mediahuis) – mittlerweile Besitzer von Het Nieuwsblad und den meisten anderen großen Zeitungen Flanderns – die Rechte an der Flandern-Rundfahrt sowie an den Eintagesrennen Omloop Het Volk und Paris-Brüssel an die TV-Holding De Vijver Media des belgischen Unternehmers Wouter Vandenhaute. Das Medienhaus Corelio blieb über eine Beteiligung an De Vijver an den Radrennen beteiligt.
2009 gründete Vandenhaute zusammen mit seinem Geschäftspartner Erik Watté die Firma Flanders Classics. Diese organisiert und vermarktet seit 2010 die drei von Corelio erworbenen Radrennen sowie vier weitere klassische flämische Eintagesrennen.

### Anpassung des flämischen Radsport-Kalenders
Das erklärte Ziel des Unternehmens ist, den flämischen Radsport zu stärken. Dazu gehört etwa, die Abfolge der klassischen flämischen Frühjahrs-Eintagesrennen im Radsport-Kalender zu verbessern. Zur Saison 2010 erreichte es eine Umstellung in der Terminfolge wichtiger Rennen: Gent-Wevelgem, früher mittwochs ausgetragen, erhielt einen deutlichen prominenteren Termin am Sonntag zwischen Mailand-San Remo und der Flandern-Rundfahrt und wurde zu einem zentralen Bestandteil der sogenannten Vlaamse Wielerweek (flämische Radsport-Woche). Im Gegenzug wechselte der Scheldepreis auf den Mittwoch zwischen Flandern-Rundfahrt und Paris-Roubaix, weil es aufgrund des flachen Terrains als sinnvolle Zwischenstation zwischen den beiden schweren Klassikern angesehen wurde. Der hügelige Pfeil von Brabant hingegen wurde im Terminkalender nach hinten geschoben auf den Mittwoch nach Paris-Roubaix und markiert nun den Übergang zu den nachfolgenden Ardennen-Klassikern Amstel Gold Race, Flèche Wallonne und Lüttich–Bastogne–Lüttich.
In einer weiteren Änderung des Kalenders rückte 2018 das Eintagesrennen Quer durch Flandern innerhalb der Vlaamse Wielerweek um eine Woche nach hinten, auf den Mittwoch direkt vor der Flandern-Rundfahrt und verdrängte an diesem Termin die Drei Tage von De Panne.

### Stärkung des Frauen-Radsports
Nach und nach hat Flanders Classics für seine Frühjahr-Klassiker jeweils auch parallele Rennen für Frauen eingeführt. Nur der im Herbst stattfindende Brussels Cycling Classic ist noch allein Männern vorbehalten. Die Preisgelder für Frauen betrugen aber noch 2021 weit weniger als ein Zehntel der diejenigen der Männer. Durch die Übernahme des Rennens Ronde van Limburg kam inzwischen ein weiteres Rennen ohne Frauenrennen hinzu.

### Weitere Expansion in den Folgejahren
Seit 2018 investiert Flanders Classics auch in den besonders in Belgien sehr populären Cyclocross, eine im Winter ausgetragene Querfeldein-Variante des Radsports und organisiert inzwischen die beiden wichtigsten Rennserien dieses Sports: Zur Saison 2019 übernahm Flanders Classics die Superprestige-Serie. Zur Saison 2020 erhielt das Unternehmen vom Radsport-Weltverband UCI für zunächst vier Jahre auch die Rechte am Cyclocross-Weltcup.
Für die Straßenrad-Weltmeisterschaft 2021 im Belgischen Leuven wird man vom Belgischen Radsportverband mit der Organisation betreut. Außerdem ist man seit Jahren bei anderen Veranstaltungen wie Kuurne-Brüssel-Kuurne als Dienstleister aktiv. Zur Saison 2025 übernimmt man mit dem niederländischen Amstel Gold Race sein erstes nicht Flämische Straßenradrennen.
Auch im Bereich des Jedermannsports ist man mit den Jahren immer stärker geworden und veranstaltet zu fast allen seinen Straßenradrennen so genannte Toerversie-Veranstaltungen für angemeldete Freizeitsportler.
Im Gravel-Sport ist man ebenfalls mit den Jahren mit mehreren eigenen Veranstaltungen aktiv. Als Agentur durfte man zusätzlich die Europameisterschaft 2023 und Weltmeisterschaften 2024 austragen.

## Übersicht der Straßenrennen
| Rennen                   | Erste Austragung Männer / Frauen | Einstufung Männer | Einstufung Frauen     |
| ------------------------ | -------------------------------- | ----------------- | --------------------- |
| Omloop Het Nieuwsblad    | 1945 / 2006                      | UCI WorldTour     | UCI ProSeries         |
| Gent–Wevelgem            | 1934 / 2012                      | UCI WorldTour     | UCI Women’s WorldTour |
| Dwars door Vlaanderen    | 1945 / 2012                      | UCI WorldTour     | UCI Class 1           |
| Flandern-Rundfahrt       | 1913 / 2004                      | UCI WorldTour     | UCI Women’s WorldTour |
| Scheldepreis             | 1907 / 2021                      | UCI ProSeries     | UCI Class 1           |
| Ronde van Limburg        | 1919/ -                          | UCI ProSeries     | -                     |
| Pfeil von Brabant        | 1961 / 2016                      | UCI ProSeries     | UCI Class 1           |
| Amstel Gold Race         | 1966 / 2001                      | UCI WorldTour     | UCI Women’s WorldTour |
| Brussels Cycling Classic | 1893 / -                         | UCI ProSeries     | -                     |

## Kritik
2012 veränderte der Veranstalter Flanders Classics die Route der Flandern-Rundfahrt deutlich. Die Zielankunft wurde von Meerbeke, wo das Rennen traditionell seit den 1970er Jahren zu Ende gegangen war, nach Oudenaarde verlegt. Die Mauer von Geraardsbergen, einer der berühmtesten Anstiege des Rennens, wurde dagegen aus dem Programm genommen. Von manchen Beobachtern wurde diese Streckenänderung als Zeichen einer Kommerzialisierung der Flandern-Rundfahrt wahrgenommen: Die Vermarktungsmöglichkeiten des Rundkurses am neuen Zielort seien wichtiger als die Traditionen des Rennens.
2018 verlor das Etappenrennen Drei Tage von De Panne, eines der wenigen belgischen Profi-Radrennen, das nicht von Flanders Classics veranstaltet wird, seinen traditionellen, attraktiven Termin einige Tage vor der Flandern-Rundfahrt an das zu Flanders Classics gehörende Eintagesrennen Quer durch Flandern. Die Veranstalter der Drei Tage sahen dies als einen Bruch mit der Radsport-Tradition, einen Angriff auf eigenständige Radsport-Veranstalter und drohten mit einer Klage.